# ニコラス・イーデン
第2代エイヴォン伯ニコラス・イーデン（Nicholas Eden, 2nd Earl of Avon, 1930年10月3日 - 1985年8月17日）は、イギリスの政治家、貴族。首相を務めたアンソニー・イーデンの息子。

## 経歴
アンソニー・イーデンとその最初の妻ベアトリスの間の次男として生まれる。イートン校で学ぶ。兄のサイモンが、第二次世界大戦中の1945年にビルマ戦線で戦死したため、1977年の父の死で第2代エイヴォン伯爵位を継承した。
保守党に所属する貴族院議員であり、サッチャー政権下において、1980年から1983年にかけて貴族院における侍従(貴族院与党院内幹事)、1983年から1984年にかけてエネルギー省政務次官、1984年から1985年にかけて環境省政務次官を務めた。
1985年8月17日、エイズにより急死した。イーデンは同性愛者として知られ、独身で後継者もなかったため、エイヴォン伯爵は2代で断絶した。

## 栄典

### 爵位
1977年1月14日に父アンソニー・イーデンの死去により以下の爵位を継承した。
- 第2代エイヴォン伯爵(2nd Earl of Avon)
(勅許状による連合王国貴族爵位)
- ウォーリック州におけるロイヤル・レミントン・スパの第2代イーデン子爵(2nd Viscount Eden, of Royal Leamington Spa in the County of Warwick)
(勅許状による連合王国貴族爵位)